# Steinhuder Meer-Bahn
| Streckennummer (DB): | 9178 Wunstorf–Mesmerode                                   |                                                |                                                |
| Kursbuchstrecke (DB): | bis 1964 215 b                                            |                                                |                                                |
| Kursbuchstrecke: | 193d (1934) 215b (Wunstorf West – Stolzenau (Weser) 1946) |                                                |                                                |
| Streckenlänge: | Wunstorf–Uchte: 52,7 km Wunstorf–Mesmerode: 6,4 km        |                                                |                                                |
| Spurweite: | 1000 mm bis Bokeloh auch, seit 1962 nur: 1435 mm          |                                                |                                                |
| Maximale Neigung: | 18 ‰                                                      |                                                |                                                |
| Minimaler Radius: | 110 m                                                     |                                                |                                                |
| Streckengeschwindigkeit: | 30 km/h / ab ca. 1955: 45 km/h                            |                                                |                                                |
| |                                                           |                                                |                                                |
| \| \| 0,0 \| Wunstorf Staatsbhf (dreischienig, ab 1906) \| Wunstorf Staatsbhf (dreischienig, ab 1906) \| \| \| 0,5 \| Wunstorf West / Wunstorf Bhf (bis 1906) \| Wunstorf West / Wunstorf Bhf (bis 1906) \| \| \| \| von der Bahnstrecke Bremen–Hannover \| \| \| \| 1,2 \| Wunstorf West (Rollbockgrube, dreischienig) \| Wunstorf West (Rollbockgrube, dreischienig) \| \| \| \| alte Südaue \| \| \| \| \| Flutbrücke / Nordaue \| \| \| \| \| Westaue \| \| \| \| \| (Strecke bis 1906) \| \| \| \| 1,8 \| (Strecke ehem. dreischienig) \| (Strecke ehem. dreischienig) \| \| \| 2,0 \| Wunstorf Stadt (Keilbahnhof) \| Wunstorf Stadt (Keilbahnhof) \| \| \| 2,4 \| Anschlussgleise \| Anschlussgleise \| \| \| 4,9 \| Cronsbostel \| Cronsbostel \| \| \| 6,0 \| Bokeloh (b. Wunstorf) (ab hier Anschlussgleis) \| Bokeloh (b. Wunstorf) (ab hier Anschlussgleis) \| \| \| \| Mesmerode \| \| \| \| \| Kaliwerk Sigmundshall \| \| \| \| \| \| \| \| \| 4,0 \| Klein Heidorn \| Klein Heidorn \| \| \| 6,6 \| Großenheidorn \| Großenheidorn \| \| \| 8,4 \| Steinhude (Schaumb-Lippe) \| Steinhude (Schaumb-Lippe) \| \| \| 10,4 \| Altenhagen (Schaumb-Lippe) \| Altenhagen (Schaumb-Lippe) \| \| \| 12,2 \| Hagenburg (Schaumb-Lippe) \| Hagenburg (Schaumb-Lippe) \| \| \| 16,2 \| Schmalenbruch (Schaumb-Lippe) \| Schmalenbruch (Schaumb-Lippe) \| \| \| 17,0 \| Wiedenbrügge (Schaumb-Lippe) \| Wiedenbrügge (Schaumb-Lippe) \| \| \| 18,5 \| Winzlar \| Winzlar \| \| \| 20,8 \| Bad Rehburg \| Bad Rehburg \| \| \| 24,0 \| Rehburg Stadt \| Rehburg Stadt \| \| \| 27,1 \| Hormannshausen \| Hormannshausen \| \| \| \| \| \| \| \| \| ehem. Bahnstrecke Stadthagen–Stolzenau \| \| \| \| 30,4 \| Loccum \| Loccum \| \| \| \| \| \| \| \| 37,0 \| Leese \| Leese \| \| \| 38,1 \| Leese-Stolzenau (zur Strecke Nienburg–Minden) \| Leese-Stolzenau (zur Strecke Nienburg–Minden) \| \| \| \| Bahnstrecke Nienburg–Minden \| \| \| \| \| Weser (Gleis auf Straßenbrücke) \| \| \| \| 40,2 \| Stolzenau (Weser) \| Stolzenau (Weser) \| \| \| 43,7 \| Böthel \| Böthel \| \| \| 44,8 \| Alterkamp \| Alterkamp \| \| \| 46,9 \| Nendorf \| Nendorf \| \| \| 52,7 \| Uchte (zur Strecke Rahden–Nienburg) \| Uchte (zur Strecke Rahden–Nienburg) \| \| \| \| Mindener Kreisbahnen nach Minden \| \| \| \| \| \| \| \| Quellen: [1][2] \| \| \| \| |                                                           |                                                |                                                |
| Kopfbahnhof Streckenanfang (Strecke außer Betrieb) | 0,0                                                       | Wunstorf Staatsbhf (dreischienig, ab 1906)     | Wunstorf Staatsbhf (dreischienig, ab 1906)     |
| Dienststation / Betriebs- oder Güterbahnhof (Strecke außer Betrieb) · Bahnhof (Strecke außer Betrieb) | 0,5                                                       | Wunstorf West / Wunstorf Bhf (bis 1906)        | Wunstorf West / Wunstorf Bhf (bis 1906)        |
| Abzweig ehemals geradeaus und von rechts · Strecke (außer Betrieb) |                                                           | von der Bahnstrecke Bremen–Hannover            | von der Bahnstrecke Bremen–Hannover            |
| Dienststation / Betriebs- oder Güterbahnhof · Strecke (außer Betrieb) | 1,2                                                       | Wunstorf West (Rollbockgrube, dreischienig)    | Wunstorf West (Rollbockgrube, dreischienig)    |
| Brücke über Wasserlauf · Brücke über Wasserlauf (Strecke außer Betrieb) |                                                           | alte Südaue                                    | alte Südaue                                    |
| Brücke · Brücke über Wasserlauf (Strecke außer Betrieb) |                                                           | Flutbrücke / Nordaue                           | Flutbrücke / Nordaue                           |
| Brücke über Wasserlauf · Brücke über Wasserlauf (Strecke außer Betrieb) |                                                           | Westaue                                        | Westaue                                        |
| Abzweig geradeaus und ehemals von links · Strecke nach rechts (außer Betrieb) |                                                           | (Strecke bis 1906)                             | (Strecke bis 1906)                             |
| Abzweig ehemals geradeaus und nach links · Strecke von rechts | 1,8                                                       | (Strecke ehem. dreischienig)                   | (Strecke ehem. dreischienig)                   |
| Bahnhof (Strecke außer Betrieb) · ehemaliger Bahnhof | 2,0                                                       | Wunstorf Stadt (Keilbahnhof)                   | Wunstorf Stadt (Keilbahnhof)                   |
| Strecke (außer Betrieb) · ehemaliger Dienststation / Betriebs- oder Güterbahnhof | 2,4                                                       | Anschlussgleise                                | Anschlussgleise                                |
| Strecke (außer Betrieb) · ehemaliger Haltepunkt / Haltestelle | 4,9                                                       | Cronsbostel                                    | Cronsbostel                                    |
| Strecke (außer Betrieb) · Dienststation / Betriebs- oder Güterbahnhof | 6,0                                                       | Bokeloh (b. Wunstorf) (ab hier Anschlussgleis) | Bokeloh (b. Wunstorf) (ab hier Anschlussgleis) |
| Strecke (außer Betrieb) · Spitzkehrbahnhof rechts |                                                           | Mesmerode                                      | Mesmerode                                      |
| Strecke (außer Betrieb) · Betriebs-/Güterbahnhof Streckenende |                                                           | Kaliwerk Sigmundshall                          | Kaliwerk Sigmundshall                          |
| Verschwenkung nach links (Strecke außer Betrieb) |                                                           |                                                |                                                |
| Haltepunkt / Haltestelle (Strecke außer Betrieb) | 4,0                                                       | Klein Heidorn                                  | Klein Heidorn                                  |
| Haltepunkt / Haltestelle (Strecke außer Betrieb) | 6,6                                                       | Großenheidorn                                  | Großenheidorn                                  |
| Bahnhof (Strecke außer Betrieb) | 8,4                                                       | Steinhude (Schaumb-Lippe)                      | Steinhude (Schaumb-Lippe)                      |
| Haltepunkt / Haltestelle (Strecke außer Betrieb) | 10,4                                                      | Altenhagen (Schaumb-Lippe)                     | Altenhagen (Schaumb-Lippe)                     |
| Haltepunkt / Haltestelle (Strecke außer Betrieb) | 12,2                                                      | Hagenburg (Schaumb-Lippe)                      | Hagenburg (Schaumb-Lippe)                      |
| Haltepunkt / Haltestelle (Strecke außer Betrieb) | 16,2                                                      | Schmalenbruch (Schaumb-Lippe)                  | Schmalenbruch (Schaumb-Lippe)                  |
| Haltepunkt / Haltestelle (Strecke außer Betrieb) | 17,0                                                      | Wiedenbrügge (Schaumb-Lippe)                   | Wiedenbrügge (Schaumb-Lippe)                   |
| Haltepunkt / Haltestelle (Strecke außer Betrieb) | 18,5                                                      | Winzlar                                        | Winzlar                                        |
| Spitzkehrbahnhof links | 20,8                                                      | Bad Rehburg                                    | Bad Rehburg                                    |
| Haltepunkt / Haltestelle (Strecke außer Betrieb) | 24,0                                                      | Rehburg Stadt                                  | Rehburg Stadt                                  |
| Haltepunkt / Haltestelle (Strecke außer Betrieb) | 27,1                                                      | Hormannshausen                                 | Hormannshausen                                 |
| |                                                           |                                                |                                                |
| Strecke (außer Betrieb) · Kreuzung geradeaus unten (Strecken außer Betrieb) |                                                           | ehem. Bahnstrecke Stadthagen–Stolzenau         | ehem. Bahnstrecke Stadthagen–Stolzenau         |
| Strecke (außer Betrieb) · Kopfbahnhof Streckenende (Strecke außer Betrieb) | 30,4                                                      | Loccum                                         | Loccum                                         |
| Verschwenkung nach links (Strecke außer Betrieb) |                                                           |                                                |                                                |
| Bahnhof (Strecke außer Betrieb) | 37,0                                                      | Leese                                          | Leese                                          |
| Haltepunkt / Haltestelle (Strecke außer Betrieb) | 38,1                                                      | Leese-Stolzenau (zur Strecke Nienburg–Minden)  | Leese-Stolzenau (zur Strecke Nienburg–Minden)  |
| Kreuzung geradeaus unten (Strecke geradeaus außer Betrieb) |                                                           | Bahnstrecke Nienburg–Minden                    | Bahnstrecke Nienburg–Minden                    |
| Brücke über Wasserlauf (Strecke außer Betrieb) |                                                           | Weser (Gleis auf Straßenbrücke)                | Weser (Gleis auf Straßenbrücke)                |
| Bahnhof (Strecke außer Betrieb) | 40,2                                                      | Stolzenau (Weser)                              | Stolzenau (Weser)                              |
| Haltepunkt / Haltestelle (Strecke außer Betrieb) | 43,7                                                      | Böthel                                         | Böthel                                         |
| Haltepunkt / Haltestelle (Strecke außer Betrieb) | 44,8                                                      | Alterkamp                                      | Alterkamp                                      |
| Haltepunkt / Haltestelle (Strecke außer Betrieb) | 46,9                                                      | Nendorf                                        | Nendorf                                        |
| Spitzkehrbahnhof rechts | 52,7                                                      | Uchte (zur Strecke Rahden–Nienburg)            | Uchte (zur Strecke Rahden–Nienburg)            |
| Strecke (außer Betrieb) |                                                           | Mindener Kreisbahnen nach Minden               | Mindener Kreisbahnen nach Minden               |
| |                                                           |                                                |                                                |
| Quellen: |                                                           |                                                |                                                |

Die Steinhuder Meer-Bahn AG (St.M.B.) betrieb eine 52,7 Kilometer lange Eisenbahnstrecke in Schmalspur von Wunstorf über Steinhude, Bad Rehburg, Stolzenau bis Uchte und eine sechs Kilometer lange, zunächst dreischienige, später nur normalspurige Strecke von Wunstorf nach Bokeloh.

## Geschichte
Erste Überlegungen zum Bau der Bahn begannen 1881. Sie war als elektrische Bahn angedacht, konnte aber so nicht realisiert werden, da die Stadt Wunstorf noch kein Elektrizitätswerk bauen wollte. Eine Aktiengesellschaft wurde 1886 gegründet und die Aktien bis auf einen Rest von 70 000 Talern gezeichnet. Den Rest wollte die stark interessierte Stadt Stolzenau übernehmen, sobald die Weserbrücke fertig war.
Am 21. Mai 1898 wurde der erste Abschnitt von Wunstorf mit Kopfbahnhof beim Hotel Ritter (Kreuzung Hindenburgstraße – Munzeler Straße) bis Bad Rehburg in Betrieb genommen. Weitere Teilstrecken folgten am 29. Oktober 1898 bis Rehburg Stadt, am 9. Dezember 1898 bis Stolzenau, am 1. April 1899 bis Nendorf und am 2. Mai 1899 bis Uchte Kleinbahnhof. Hier war Anschluss an die Mindener Kreisbahnen. Das Schmalspurgleisnetz reichte nun von Wunstorf über Uchte und Minden bis nach Lübbecke in Westfalen. In Wunstorf, Bad Rehburg, Loccum und Uchte gab es Kopfbahnhöfe.
1898 verlief die Strecke in Wunstorf vom Hotel Ritter durch die Bahnhofstraße (heute: Hindenburgstraße) und Südstraße an der Stadtkirche vorbei über die Nordstraße in Richtung Klein Heidorn. Am Ratskeller war eine Haltestelle. Später wurde der Bahnhof Wunstorf Stadt nahe dem Nordfriedhof angelegt. In Uchte gab es ab 1910 auch Anschluss an die Staatsbahn, weitere Übergangsmöglichkeiten gab es in Wunstorf, ab 1920 in Leese-Stolzenau Reichsbahn und ab 1921 auch in Loccum. Hier jedoch lagen Staats- und Kleinbahnhof weit auseinander.
Bis August 1898 musste in der Süd- und Nordstraße ein Mann mit Glocke dem Zug vorausgehen. Danach fuhr die Bahn mit eigener Glocke und nur 6 km/h. Für die Bögen Bahnhofstraße (Später: Hindenburgstraße) – Südstraße und beim Ratskeller wurde zusätzlich ein Pfeifsignal vorgeschrieben. Mit dem Bau einer Umgehungsstrecke war die Stadt zunächst nicht einverstanden. Nach dem Bau von drei Aue-Brücken wurde im Januar 1906 der Zugverkehr aus der Innenstadt auf die Ortsumgehung verlegt. Auf den innerstädtischen Schienen wollte die Stadt einen Pferdebahnbetrieb zum Bahnhof einrichten. Dazu kam es nicht und 1908 wurden die Schienen auf energisches Verlangen der Anlieger der Nordstraße entfernt. Im Rahmen des Baus der Ortsumgehung konnte der Endbahnhof vom Hotel Ritter zum Staatsbahnhof verlegt werden, da westlich des Staatsbahnhofs die kreuzenden Schienenverbindungen zwischen der Bremer und der Mindener Bahnstrecke abgebaut worden waren.
Den Betrieb führte ab 1. November 1923 das Landes-Kleinbahnamt Hannover, das spätere Niedersächsische Landeseisenbahnamt. Ab 1959 übernahmen die Osthannoversche Eisenbahnen AG die Betriebsführung. Als die Steinhuder-Meer-Bahn 1938 in eine GmbH umgewandelt wurde, waren Hauptaktionäre der Freistaat Preußen, der Landkreis Nienburg/Weser und die Vereinigte Kaliwerke Salzdetfurth AG.
Überwiegend an Wochenenden wurden Erholungssuchende im Personenverkehr in die „Seeprovinz“ befördert. Der landschaftliche Reiz des Steinhuder Meeres und der Rehburger Berge brachte der St.M.B. volle Personenzüge. Ebenso voll bis überfüllt waren die Züge, welche die Schüler zu ihren weiterführenden Schulen in Wunstorf nutzten. An Werktagen wurde der Gütertransport abgewickelt.
Eine Zweigbahn wurde am 13. November 1905 ab dem Bahnhof Wunstorf-Stadt für das Kaliwerk Sigmundshall in Mesmerode in Betrieb genommen. Das Gleis führte zunächst direkt in das Werk. Um 1960 wurde die Einfahrt umgelegt, zunächst wurde in ein nördlich des Werkes gelegenes Ausziehgleis gefahren, von dort ging es spitzkehrenmäßig südlich in das Werk. Der dreischienige Ausbau erlaubte eine Nutzung für Normalspur- und Schmalspur-Fahrzeuge. Für den Betrieb auf dem nordwestlichen Abschnitt zwischen Uchte und Rehburg Stadt kam bereits im Sommer 1935 nach nur 36 Jahren wegen unzureichender Auslastung das Ende. Hier gab es ab 1921 insbesondere auf dem Abschnitt Loccum–Leese eine Konkurrenzsituation mit der parallel verlaufenden Bahnstrecke Stadthagen–Stolzenau. Auf der übrigen Strecke wurde 1936 der Rollwagenbetrieb eingeführt, um auch normalspurige Wagen befördern zu können und die Güter nicht umladen zu müssen. 1962/1963 wurde der Rollwagen- durch Rollbockbetrieb ersetzt. Dazu wurden Rollböcke der 1963 stillgelegten Südharz-Eisenbahn erworben.
Der Betrieb der weiter genutzten Streckenabschnitte wurde seit den 1930er Jahren, aber verstärkt in den 1950er Jahren, auf Triebwagen umgestellt. Bis zur Einstellung des Personenverkehrs am 18. Januar 1964 auf der Strecke Wunstorf–Rehburg Stadt ersetzten diese Fahrzeuge die Zuggarnituren. Auf der Strecke nach Bokeloh wurde 1961/1962 die dritte Schiene für das Meterspurgleis ausgebaut, der Personenverkehr, zuletzt mit dem regelspurigen Triebwagen T 52, wurde am 2. März 1964 eingestellt.
Der Ende der 1920er Jahre aufgenommene und vor dem Zweiten Weltkrieg eingestellte Busbetrieb war im Mai 1960 wiederaufgenommen worden. Er ging 1998 beim Zusammenschluss mehrerer Verkehrsbetriebe im damaligen Großraum Hannover in der RegioBus Hannover GmbH auf.
Mit Beendigung des Güterverkehrs am 18. August 1970 auf der Stammstrecke war die Schmalspurbahn endgültig Geschichte. Bereits am folgenden Tag wurde mit dem Abbau begonnen und die Gleise zwischen dem auch Kleinbahnhof genannten Bahnhof Wunstorf Stadt (gelegen am südlichen Ende der Neustädter Straße) und dem Bahnhof Klein Heidorn binnen weniger Tage entfernt. Der Abbau des übrigen Streckenabschnitts zog sich bis 1971 hin, da der Einsatz eines Abbauzuges nicht möglich war. Der Güterverkehr auf der Strecke nach Bokeloh wurde bis zum Verkauf der Strecke durch die St.M.B. weitergeführt.
Nach Verkauf der Reststrecke im März 2000 an die Osthannoversche Eisenbahnen AG (OHE) wird die Beförderung der Kali-Produkte durch diese abgewickelt. Die letzten beiden Lokomotiven der Baureihe MaK 240 B und 240 C wurden an einen Eisenbahnverein abgegeben und die Gesellschaft liquidiert. Seit Oktober 2016 hat die Havelländische Eisenbahn (HVLE) die Bedienung von der OHE übernommen.
Nach der Stilllegung des Kaliwerks Sigmundshall Ende 2018 wurde die Strecke nach Bokeloh im Vorfeld der im September 2021 begonnenen Flutung des Bergwerks aufwendig ertüchtigt: Hierfür wurde der gesamte Oberbau erneuert, die Brücke über die Aue ersetzt, die Signaltechnik modernisiert und einige Bahnübergänge mit Schrankenanlagen versehen um die bis zu 7 Zugpaare an Soletransporten pro Tag möglichst geräuscharm, sicherer und mit weniger langen Rotphasen für den querenden Verkehr abwickeln zu können. Neben den Soletransporten wird auf dem Gelände des ehemaligen Kaliwerks noch ein Verarbeitungsbetrieb für Aluminiumsalze bedient. Zum 1. Januar 2022 wurde das gesamte Streckennetz der OHE an die landeseigene Schieneninfrastruktur Ost-Niedersachsen GmbH verkauft, welche die Strecke nach Bokeloh seitdem betreibt.
Überlegungen zur Reaktivierung von Streckenteilen für einen Personenverkehr bis Steinhude wurden zuletzt 2014 vorgestellt. Die Erinnerung an die St.M.B. wird durch den Verein Steinhuder Meer-Bahn e. V. gepflegt.

## Fahrzeuge

### Schmalspur

Baustelle der Steinhuder Meer-Bahn bei der Steinhuder Windmühle

Bei Eröffnung waren sechs zweiachsige Dampflokomotiven von Hohenzollern vorhanden. Diese waren bis zur Einstellung des Abschnittes nach Uchte im Einsatz, ebenso wie zwei dreiachsige Lokomotiven, die 1908/09 geliefert worden waren. 1927–1929 lieferte Hanomag drei zweifach gekuppelte Lokomotiven, wovon eine die Achsfolge B und zwei die seltene Ausführung 1’B hatten. Diese verkehrten bis zur Einstellung des Dampfbetriebes 1959/1960. 1957 wurden zwei gebrauchte Diesellokomotiven von der Wandsbeker Industriebahn beschafft, die über eine Vielfachsteuerung verfügten und so auch in Doppeltraktion einmännig gefahren werden konnten.
1931 schaffte die St.M.B. als eine der ersten Bahnen einen Wismarer Schienenbus an, der bis zum Ende des Schmalspur-Personenverkehrs 1964 im Einsatz war und noch heute beim Deutschen Eisenbahn-Verein betriebsfähig erhalten ist. 1936 folgte ein Wismarer Triebwagen des Typ Frankfurt. 1953 wurden drei weitere gebrauchte Triebwagen übernommen, unter anderen ein VT 85.9 der DB, der in eigener Werkstatt umgespurt und als T 58 bezeichnet wurde. Die Triebwagen wurden bei Einstellung des Personenverkehrs abgestellt, die T 53 (DWK 1927) und T 58 blieben im Güterverkehr als Schlepptriebwagen im Einsatz. Der T 52, ursprünglich auf der Regelspurstrecke im Einsatz, war ebenfalls von 1957 bis 1961 mit Schmalspur-Drehgestellen auf der Schmalspurstrecke unterwegs. Die Rückrüstung auf die Regelspur erfolgte für den Einsatz auf der Strecke nach Bokeloh.
Bei der Betriebsaufnahme waren 15 vierachsige Personenwagen vorhanden, 1927 wurden weitere Wagen von den Salzwedeler Kleinbahnen übernommen. Nach Einstellung der Strecke Rehburg–Uchte wurden Wagen zur Sylter Inselbahn abgegeben. 1948 waren 14 Personenwagen vorhanden. Außerdem gab es bis zu 85 Güterwagen, von denen der größte Teil nach der Aufnahme des Rollwagenverkehrs abgegeben wurden. Nach 1945 waren noch 19 Güterwagen vorhanden.

### Normalspur
Anfang 1905 standen zwei zweiachsige Dampflokomotiven zur Verfügung, wovon eine nach Einstellung der Förderung im Kaliwerk (1932) verkauft wurde. Erst nach Wiederaufnahme der Förderung wurde 1952 wieder eine zweite Dampflok besorgt.
Die Diesellokomotiven wurden gebraucht gekauft: 1954 eine Baureihe V 36, 1957 eine Baureihe V 20 und 1964 eine weitere zweiachsige Deutz-Lok. Anfang der 1980er Jahre wurden sie durch eine 1979 gekaufte MaK 240 B und eine 1985 gekaufte fast baugleiche, aber dreiachsige, MaK 240 C ersetzt. Diese Lokomotiven wurden 2000 an den Grafschafter Modell- und Eisenbahn-Club verkauft, wo sie nicht betriebsfähig abgestellt sind.
Da der Personenverkehr auf der Strecke nach Bokeloh bis auf die letzten drei Jahre schmalspurig durchgeführt wurde, gab es nur einen normalspurigen Wagen – einen Pack-/Postwagen, der 1957 gebraucht gekauft worden war. Ab 1961 stand der Triebwagen T 52 zur Verfügung.

## Relikte

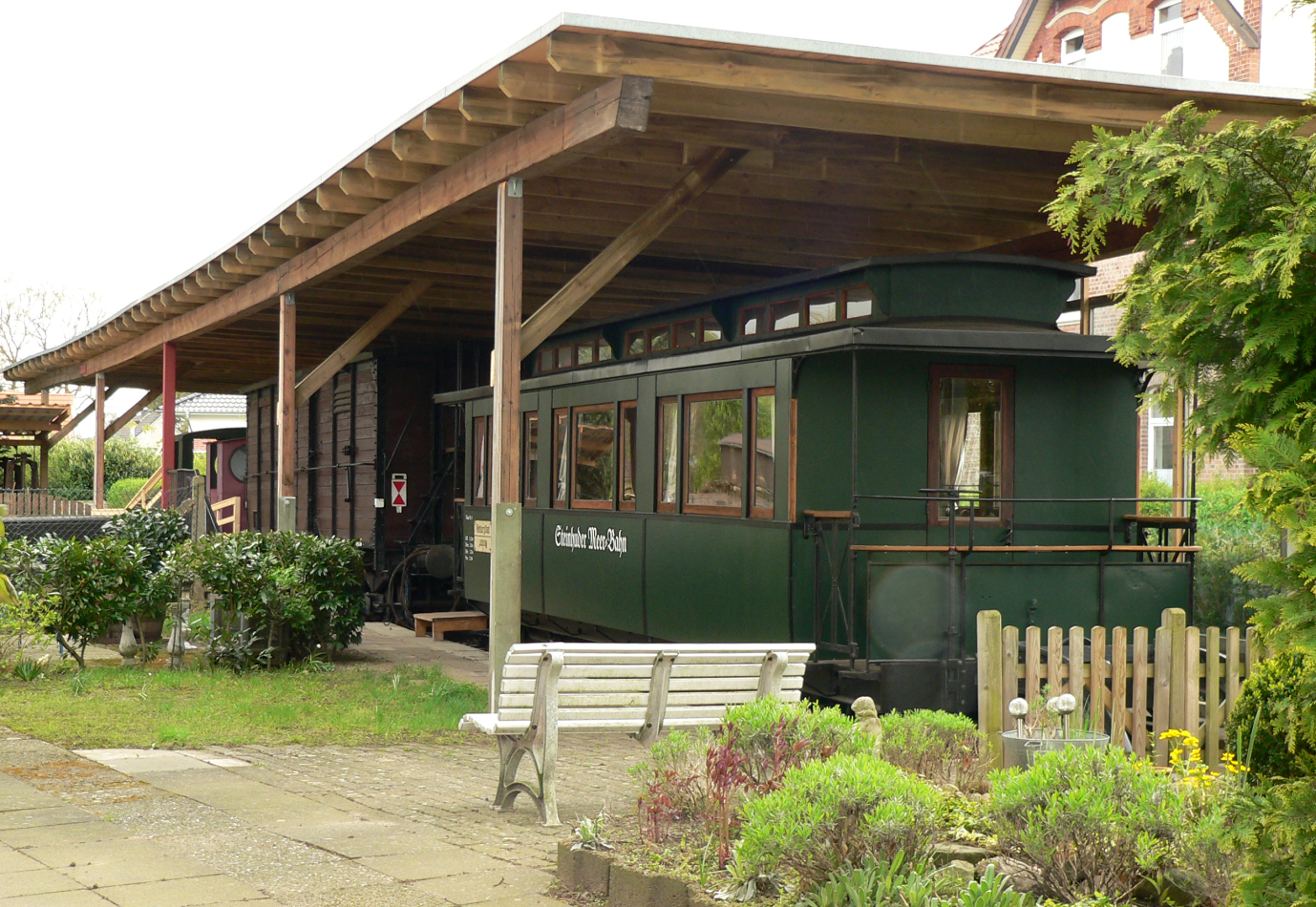
Früherer Bahnhof Steinhude, witterungsgeschützt aufgestellte Wagen

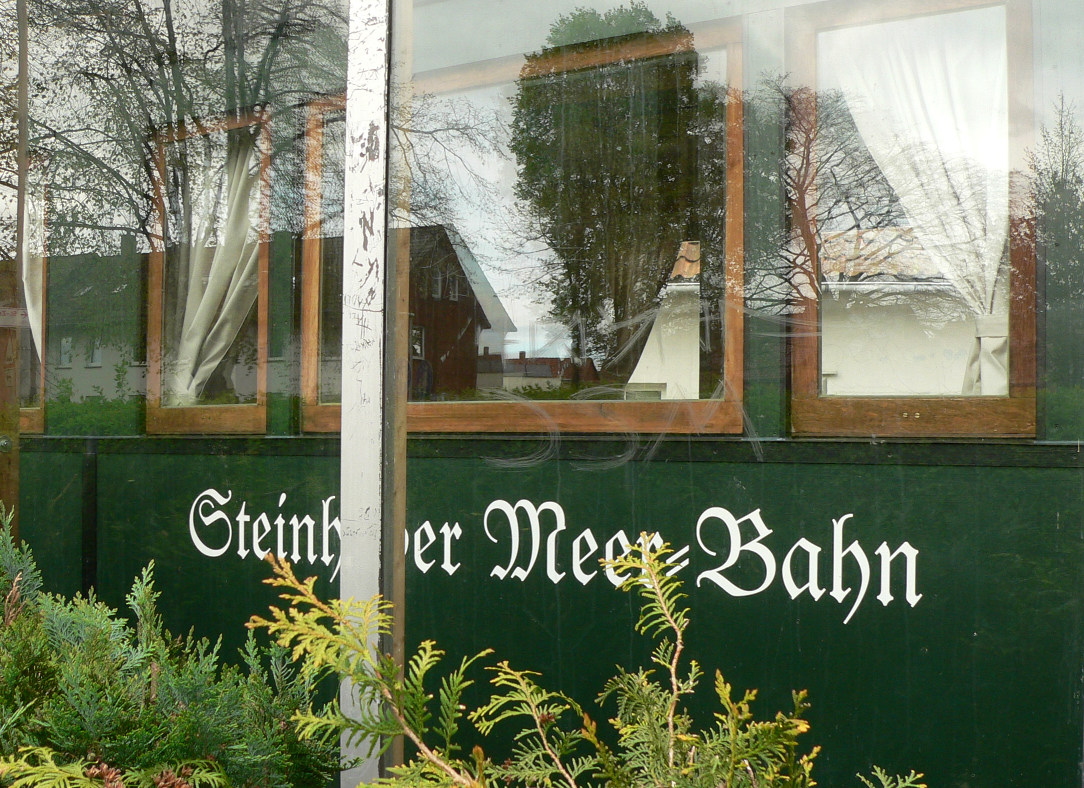
Aufschrift auf dem Personenwagen in Steinhude

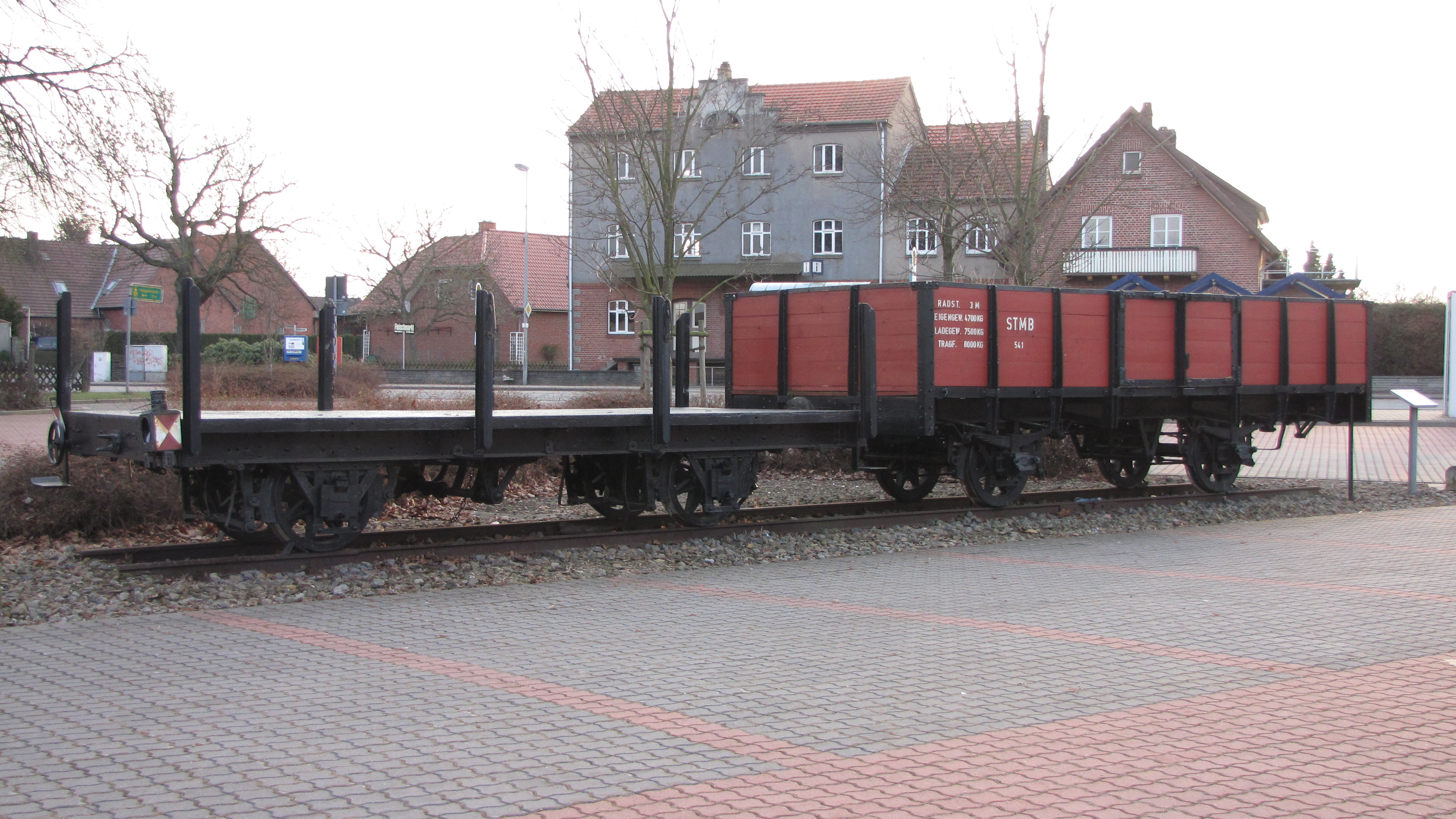
Zwei Güterwagen in Leese, 2011

Seit 2001 kümmert sich der Steinhuder Meer-Bahn e. V. um die Erhaltung historischer Fahrzeuge und die Geschichte der Steinhuder Meer-Bahn.
Einige meterspurige Fahrzeuge der Steinhuder-Meer-Bahn hat auch der Deutsche Eisenbahn-Verein in Bruchhausen-Vilsen in seiner Sammlung, davon einige, u. a. den Wismarer Schienenbus, auch betriebsfähig.
Im Zentrum der Gemeinde Leese stand ein Denkmal für die Bahnverbindung in Gestalt von Güterwagen, die jedoch nicht von der Steinhuder Meer-Bahn stammten.
Die Vorserien-V 36 befindet sich heute im Technik-Museum Speyer. Die Lokomotive wurde 1938 von Schwartzkopff (BMAG) für die Wehrmacht hergestellt und schließlich 1962 von der Steinhuder-Meer-Bahn mit der Nummer 271 an die Stadt Frankfurt verkauft. Das Fahrzeug wurde von den Stadtwerken Frankfurt mit der Nummer 2018 eingesetzt. Die Lokomotive ist mit einem Stromabnehmer zur Steuerung von Signalen auf einer Strecke der ehemaligen Frankfurter Lokalbahn ausgestattet. Die Lokomotive wurde 1980 wegen eines Risses im Motorblock abgestellt und an die Historische Eisenbahn Frankfurt abgegeben.

## Rezeption
- Heiner Giebel (gi): Ein Schmuckstück auf Fahrt / Restaurierter Meerbahnwagen wird am 3. Oktober der Öffentlichkeit vorgestellt, in: Wunstorfer Stadtanzeiger vom 30. September 2015, S. 3